# Stephany Griffith-Jones
Stephany Griffith-Jones (née Stepanka Novy Kafka à Prague le 5 juin 1947) est une économiste américaine spécialisée dans la finance internationale et le développement économique et social, plus particulièrement la réforme du système financier international, en liaison avec la régulation financière et la gouvernance mondiale.

## Biographie
Elle est la petite-nièce de l'écrivain Franz Kafka. Elle a épousé un mathématicien britannique, Robert Griffith-Jones, et ils ont eu deux enfants. 

## Carrière
Elle a commencé sa carrière en 1970 dans la Banque centrale du Chili. Puis elle a travaillé chez Barclays avant d'enseigner à l'Institut d'études pour le développement à l'Université du Sussex. Elle publie plusieurs ouvrages sur la crise de la dette des pays en voie de développement.
Elle a ensuite rejoint le Département des affaires économiques et sociales aux Nations-Unies. Elle a également travaillé pour la Banque interaméricaine de développement et à la Conférence des Nations unies sur le commerce et le développement.
Elle est directrice des marchés financiers pour Initiative for Policy Dialogue à l'Université Columbia à New York, et membre associée de l'Overseas Development Institute à Londres. 
Le politicien chilien Gabriel Boric la choisit en 2021 pour être sa conseillère économique pendant sa campagne présidentielle.